# داویت ایاشویلی
داویت ایاشویلی (اوکراینی: Давіт Михайлович Іашвілі؛ زادهٔ ۱ سپتامبر ۱۹۹۲) بازیکن فوتبال اهل اوکراین است.
از باشگاه‌هایی که در آن بازی کرده‌است می‌توان به باشگاه فوتبال اوبولون-برووار کیف و باشگاه فوتبال دینامو کی‌یف اشاره کرد.
وی همچنین در تیم‌های ملی فوتبال زیر ۲۱ سال اوکراین بازی کرده‌است.